# Vườn quốc gia Davies Creek

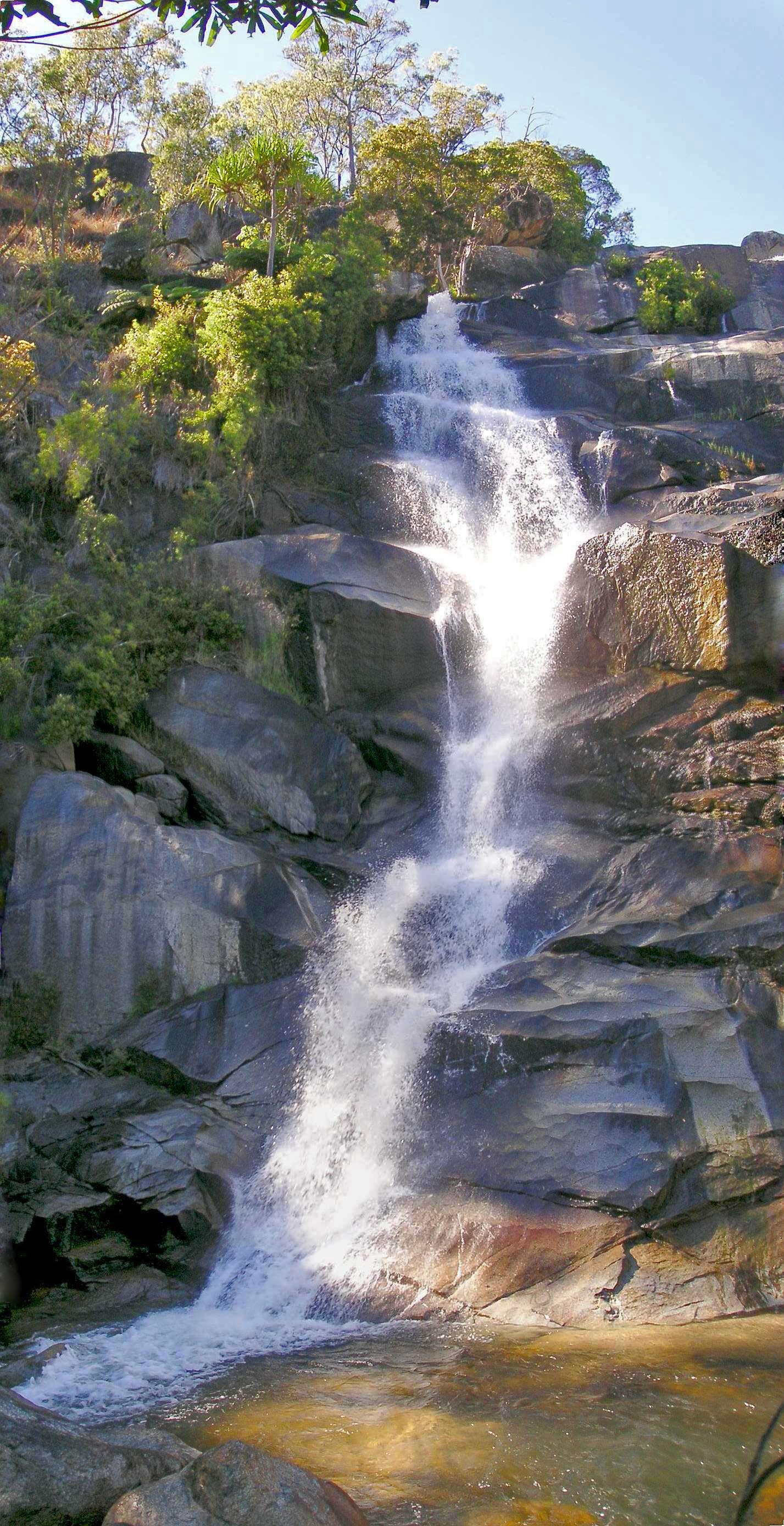
Vườn quốc gia Davies Creek

Vườn quốc gia Davies Creek là một vườn quốc gia ở bang Queensland, (Úc), cách thành phố Brisbane 1.392 km về phía tây bắc, cách thành phố Cairns 20 km về phía tây nam.
Vườn quốc gia này nằm ở cao nguyên Atherton Tableland, rất đẹp vì có các ụ đá granite nổi lên, thác Davies Creek và một rừng cây thưa. Davies Creek (lạch Davies) mọc lên từ Lamb Range và cuối cùng chảy vào sông Barron.
Vườn quốc gia này là nơi bảo tồn loài chuột túi, một loài thú có nguy cơ bị tuyệt vong.
Có khu picnic bên cạnh lạch Davies với các nhà vệ sinh. Cũng có một đường đi bộ dài 2 km ngược dòng lạch, dẫn tới thác Davies Creek.
Du khách có thể tới vườn này bằng đường Kennedy Highway 21 km tây nam thành phố Kuranda.

#### Dữ kiện
- Diện tích: 4.86 km²
- Tọa độ địa lý: 17°00′35″N 145°34′54″Đ / 17,00972°N 145,58167°Đ
- Ngày thành lập: 1971
- Cơ quan quản lý: Queensland Parks and Wildlife Service
- Loại IUCN: II